# Gare de Saint-Louis-la-Chaussée
Pour les articles homonymes, voir Gare de Saint-Louis.
La gare de Saint-Louis-la-Chaussée est une gare ferroviaire française des lignes de Strasbourg-Ville à Saint-Louis et de Waldighoffen à Saint-Louis-la-Chaussée, située à Neuweg, quartier de la ville de Saint-Louis, à proximité de Blotzheim, dans le département du Haut-Rhin, en région Grand Est. La gare de Saint-Louis (Haut-Rhin), principale gare de la commune, est située près du centre-ville.
Elle est dénommée Blotzheim - Neuweg lorsqu'elle est mise en service, vers 1920.
C'est une halte de la Société nationale des chemins de fer français (SNCF), du réseau TER Grand Est, desservie par des trains express régionaux.

## Situation ferroviaire
Établie à 254 mètres d'altitude, la gare de Saint-Louis-la-Chaussée est située au point kilométrique (PK) 132,378 de la ligne de Strasbourg-Ville à Saint-Louis, entre les gares de Bartenheim et de Saint-Louis (Haut-Rhin). Ancienne gare de bifurcation, elle est également située au PK 19,7 de la ligne de Waldighoffen à Saint-Louis-La Chaussée (partiellement déclassée).
La vitesse limite de traversée de cette gare est de 200 km/h.

## Histoire
L'avant-projet de 1837, du chemin de fer de Strasbourg à Bâle, prévoit l'installation d'une station à Blotzheim. La commune rejette cependant ce projet, et la ligne ouvre en 1840 sans qu'il y ait une station pour la desservir.
Ce n'est que bien plus tard, dans un territoire faisant alors partie de l'Empire allemand, que le projet d'une ligne de Waldighoffen à Saint-Louis intègre la création d'une halte au point de rencontre entre la nouvelle ligne et celle de Strasbourg à Saint-Louis. Appelée « Blotzheim-Neuweg », cette halte, avec une disposition en Y, possède un quai sur chacune des lignes. Il semble qu'elle ait été véritablement mise en service vers 1920, donc après la Première Guerre mondiale, par l'Administration des chemins de fer d'Alsace et de Lorraine (AL).
En 1956, un bâtiment voyageurs est encore présent sur le site. Il a par la suite été démoli.

### Nom de la gare
Le nom initial de la station provient du village proche, appelé « Blotzheim-Neuweg » en 1830, puis « Blotzheim-La Chaussée » après 1945. Ce dernier devient « Saint-Louis-La Chaussée » après 1958, et la gare (créée une quarantaine d'années auparavant) est de nouveau renommée par la SNCF après 1962. Le village est finalement renommé « Saint-Louis Neuweg » en 1990, mais cela n'est cette fois-ci pas répercuté sur le nom de la halte.

## Fréquentation
De 2015 à 2024, selon les estimations de la SNCF, la fréquentation annuelle de la gare s'élève aux nombres indiqués dans le tableau ci-dessous.
| Année     | 2015   | 2016   | 2017   | 2018   | 2019   | 2020   | 2021   | 2022   | 2023   | 2024   |
| --------- | ------ | ------ | ------ | ------ | ------ | ------ | ------ | ------ | ------ | ------ |
| Voyageurs | 52 769 | 60 504 | 59 654 | 56 334 | 64 290 | 40 765 | 52 379 | 57 948 | 68 943 | 72 702 |

## Service des voyageurs

### Accueil
Halte de la SNCF, c'est un point d'arrêt non géré (PANG), à accès libre. Elle est équipée de deux quais latéraux, avec abris et afficheurs lumineux (mentionnant les prochains départs des trains la desservant).
Pour traverser les voies et passer d'un quai à l'autre en toute sécurité, il est nécessaire d'emprunter le trottoir de la rue de l'aéroport, qui passe sous le pont ferroviaire voisin de la halte. C'est à proximité de ce pont que se trouve l'un de ses accès, s'ajoutant à ceux jouxtant directement chaque quai.

### Desserte
Elle est desservie par des trains express régionaux omnibus (du réseau TER Grand Est), sur la relation Mulhouse – Bâle (certains trains sont néanmoins en provenance ou à destination de Strasbourg).

### Intermodalité
Le stationnement des véhicules est possible à proximité.

## Projet de suppression de la halte
Dans le cadre du projet de liaison ferroviaire avec l'EuroAirport, il est prévu de supprimer la desserte de la halte. En effet, les trains TER doivent être détournés par un nouveau raccordement (leur faisant desservir l'aérogare).